# Хронаксия
Хронаксия (от др.-греч. χρόνος — «время» и ἀξία — «цена», «мера») — минимальное время, требуемое для возбуждения мышечной либо нервной ткани постоянным электрическим током удвоенной пороговой силы (реобаза). Понятие «хронаксия» введено французским физиологом Луи Лапиком в 1909 году. В дальнейшем хронаксию клинически исследовал Жорж Бургиньон (фр.).
Измерение хронаксии — хронаксиметрия — применяется для изучения работы нервного и двигательного аппарата человека и животных.